# Garaeus fenestratus
Garaeus fenestratus là một loài bướm đêm trong họ Geometridae.